# Dioscorea multinervis
Dioscorea multinervis là một loài thực vật có hoa trong họ Dioscoreaceae. Loài này được Benth. mô tả khoa học đầu tiên năm 1840.